# Пятнистый олень
Пятни́стый оле́нь (лат. Cervus nippon) — млекопитающее из семейства оленевых (Cervidae).
Длина тела 160—180 см, высота в холке 95—112 см, масса — 75—130 кг. Летом окраска красно-рыжая с белыми пятнами, зимой тускнеет, пятна становятся менее заметны. От европейской лани отличается отсутствием лопатообразных выростов на рогах.
Раньше был весьма распространён в северо-восточном Китае, на острове Тайвань, в Северном Вьетнаме, Корее, Японии. Пятнистый олень обитает в южном Приморье, завезён в среднюю полосу европейской части России и на Кавказ в начале 30-х годов. Из-за постоянного преследования едва не вымер в начале XX века.
Питается травянистыми растениями, опавшими желудями, орехами и плодами, листьями деревьев и кустарников, грибами и ягодами, зимой поедает также кору и молодые ветки. На морском побережье с удовольствием поедает водоросли, не брезгует также и животной пищей — крабами и выброшенной на берег рыбой.
Несколько пятнистых оленей пало в хозяйстве под Нальчиком от поедания рододендрона жёлтого. У больных животных нарушалась координация движений, резко возрастала активность, беспокойство. После уничтожения этого растения на территории оленефермы отравления оленей прекратились.
Гон происходит в октябре. Самки приносят первого оленёнка в 2—3 года. Обычно рождается один детёныш, иногда два.
В Приморье, на Алтае, на Кавказе в окрестностях Нальчика и в Казбековском районе Дагестана, его разводят на фермах ради пантов. Обычно длина рогов не превышает 80 см, а вес — 1260 г. Пятнистый олень сбрасывает рога в апреле, в июне молодые рога уже имеют два-три отростка, однако у взрослых особей, вне зависимости от возраста, количество отростков никогда не превышает четырёх. Панты наиболее ценны в июне.
Россия имеет относительно большую и стабильную естественную популяцию из 8500–9000 особей маньчжурского подвида в Приморском крае.
Иногда пятнистые олени могут скрещиваться с другими видами рода Настоящие олени и давать гибриды. Это затрудняет их классификацию и позволяет говорить о генетическом загрязнении. Например, интродуцированный в Шотландское нагорье пятнистый олень гибридизируется с местным благородным оленем и это серьёзная угроза для генотипа местной популяции благородных оленей.
При оценке негативного воздействия интродуцированных млекопитающих в Европе, пятнистый олень оказался одним из самых вредных для окружающей среды и экономики, наряду с серой крысой и ондатрой.

## Подвиды
- Cervus nippon subsp. aplodinotus — северный Хонсю
- Cervus nippon subsp. grassianus — Шаньси, Китай
- Cervus nippon subsp. kerama — острова Керама, островов Рюкю, Япония
- Cervus nippon subsp. kopschi — южный Китай
- Cervus nippon subsp. mandarinus — северный и северо-восточный Китай
- Cervus nippon subsp. mantchuricus (Маньчжурский пятнистый олень) — северо-восточный Китай, Корея и Дальний Восток России
- Cervus nippon subsp. nippon — южный Хонсю, Сикоку и Кюсю
- Cervus nippon subsp. pseudaxis — северный Вьетнам
- Cervus nippon subsp. pulchellus — остров Цусима
- Cervus nippon subsp. sichuanicus — западный Китай
- Cervus nippon subsp. sintikuensis — Тайвань
- Cervus nippon subsp. soloensis — Южные Филиппины (в древности завезен на остров Джоло; неизвестного подвидового происхождения, вероятно, вымерший)
- Cervus nippon subsp. taiouanus — Тайвань
- Cervus nippon subsp. yakushimae — Якусима, Япония
- Cervus nippon subsp. yesoensis — Хоккайдо, Япония

## Галерея
- Пятнистый олень бродит по улицам города Миядзима, Япония
- Пятнистый олень в Горном зоопарке Кугар, Вашингтон, округ Колумбия, США
- Пятнистый олень, Хоккайдо, Япония
- Самец пятнистого оленя
- Пятнистый олень в Подмосковье
- Пятнистый олень в Приокско-террасном заповеднике
- Уссурийский пятнистый олень. Монета Банка России — Серия: «Красная книга», серебро, 2 рубля, 2010 год
- Почтовая марка СССР, 1957 год